# Lambert Schlechter
Lambert Schlechter, né en 1941 à Luxembourg, est un écrivain luxembourgeois de langue française qui a publié une quarantaine de livres au Luxembourg, en Belgique, au Québec et surtout en France.
Son œuvre comprend des ouvrages de poésie, des essais, des récits, des chroniques et des nouvelles. Il a contribué à de nombreuses revues et anthologies. Il a participé, en tant que poète, à une centaine de rencontres et festivals internationaux. Depuis 2006, il travaille sur le projet Le Murmure du monde, une vaste collection de fragments littéraires, philosophiques et autobiographiques, dont dix volumes ont paru.

## Biographie
Il est né le 4 décembre 1941 à Luxembourg.
Après ses études de philosophie et de lettres à Paris et à Nancy, il devient professeur et enseigne la philosophie et la littérature française au lycée classique d'Echternach.
Lambert Schlechter est membre de l'institut Grand-ducal, section arts et lettres ; membre et ancien vice-président du Lëtzebuerger Schrëftstellerverband (LSV ou Association des écrivains luxembourgeois) ; ancien président du Conseil national du livre (CNLi, Ministère de la culture, Luxembourg), ainsi que membre et ancien vice-président de la section luxembourgeoise d'Amnesty International.
Il est nommé chevalier des arts et des lettres en 2001[réf. nécessaire].
Le 18 avril 2015, la maison dans laquelle il a vécu depuis 2006 à Eschweiler, dans l'Ardenne, est détruite par un incendie, et des milliers de livres de sa grande bibliothèque ainsi que 95 % de tous ses manuscrits sont anéantis,,. Documentation sur la destruction de la bibliothèque dans Luxembourg Times.
Après avoir vécu dans divers logis à travers le pays, à Junglinster, Ingeldorf, Eschweiler, Wellenstein, en juin 2022 il est retourné vivre dans sa ville natale, à Luxembourg.

## Prix et distinctions
- 1981 : Prix du Concours littéraire national pour De bello gallico
- 1986 : Prix du Concours littéraire national pour Angle mort
- 2007 : Mention spéciale du jury lors du Grand prix Léopold Sédar Senghor (lauréat Guy Goffette)[5]
- 2007 : Prix Servais pour Le Murmure du monde[6]/[7]
- 2010 : Prix Birago Diop, Salon international des Poètes francophones, Bénin
- 2013 : Premio alla Carriera, Festival Internazionale di Poesia Civile, Vercelli (Italia) -[8]
- 2014 : Prix national de la littérature - Batty Weber, pour l’œuvre entière -[9] /[10] /[11]
- 2015 : Premio internazionale NordSud, Fondazione Pescarabruzzo, Pescara, Italie -[12] /[13]
- 2015 : Prix Coup de cœur du jury au Lëtzebuerger Buchpräis (Prix luxembourgeois du Livre)[14]

## Nominations
- 1994 : finaliste Prix international de francophonie Yvan-Goll (lauréat: Werner Lambersy)
- 2005 : nommé Prix des Découvreurs (lauréats: Ludovic Degroote et Olivier Barbarant)
- 2006 : nommé Lo Stellato - Premio Internazionale di Narrativa, Salerno - contribution dans l'anthologie des douze auteurs nommés "Le parole dei luoghi", edizioni Marlin, Salerno

## Œuvres

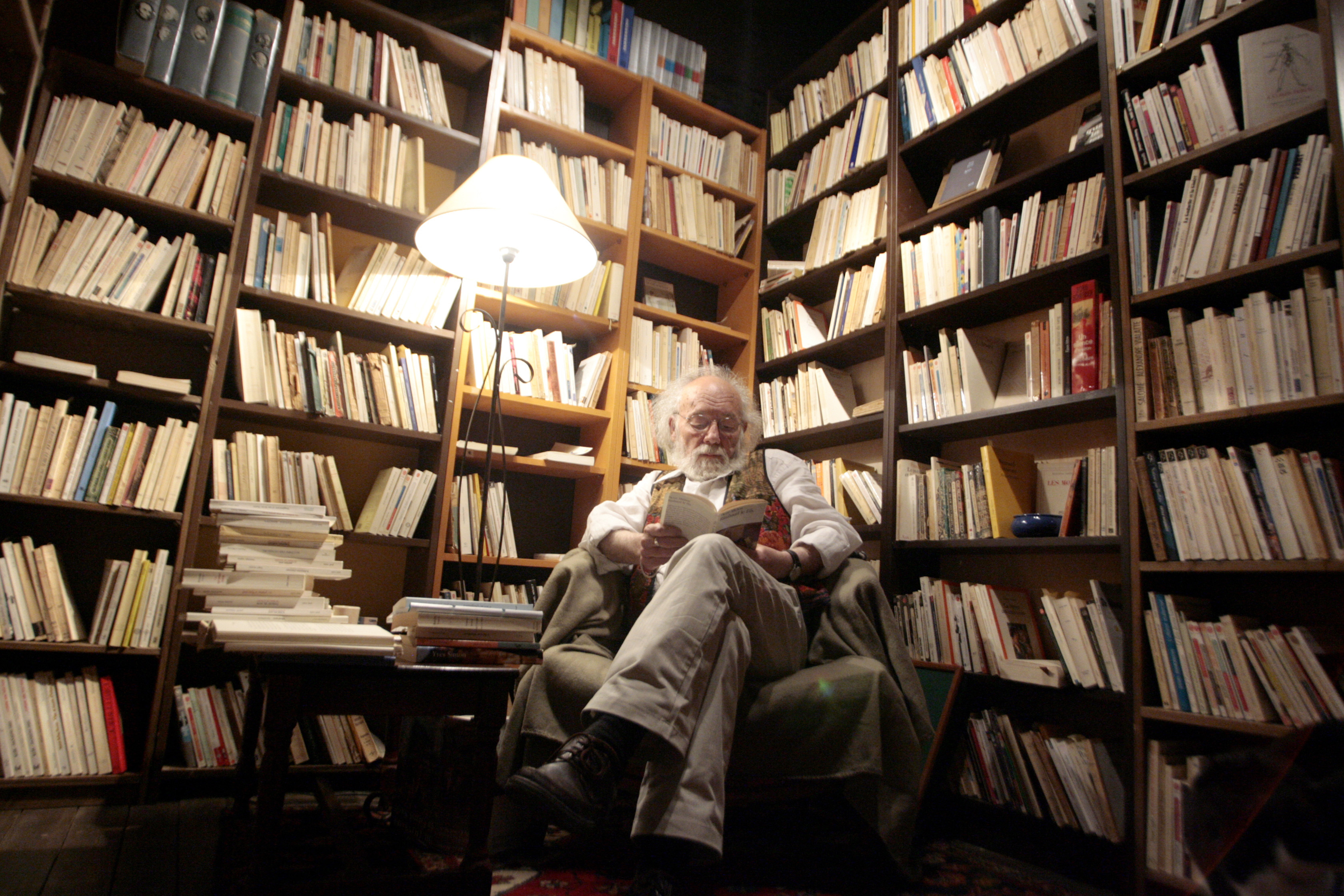
Lambert Schlechter, 2011.

- Das grosse Rasenstück, poèmes, Éditions Guy Binsfeld, Luxembourg, 1981
- La muse démuselée, poèmes, avec des dessins d'Anne Weyer, Éditions phi, Echternach, (Luxembourg), 1982  (ISBN 978-3-88865-010-9)
- Buntspecht im Hirn, prose, collection MOL, Differdange (Luxembourg), 1982
- Angle mort, le livret de la cambuse, récit, Éditions phi, Echternach (Luxembourg), 1988, réédition en 2005 aux Éditions de l'Escampette, Chauvigny, (Prix du Concours littéraire national 1986)  (ISBN 2-91438-768-7)
- Pieds de mouche, petites proses, Éditions phi, Echternach (Luxembourg), 1990  (ISBN 2-87962-008-2)
- Le silence inutile, roman, Éditions phi, Echternach (Luxembourg), 1991, deuxième tirage 1992, réédition: La Table Ronde, Paris, 1996  (ISBN 2-71030-710-3)
- Ruine de parole, roman, Éditions phi, Luxembourg / Écrits des forges, (Québec) / Arbre à paroles, Amay Belgique, 1993  (ISBN 2-87962-022-8)
- Honda rouge et cent pigeons, poème, avec des dessins de Jean-Marie Biwer, Éditions phi, Collection graphiti, Luxembourg / Écrits des Forges, Québec / Arbre à paroles, Amay Belgique, 1994  (ISBN 2-87962-042-2)
- Partances, nouvelles, Éditions L’Escampette, Bordeaux, 2003  (ISBN 2-91438-723-7)
- Smoky, chroniques, Éditions Le Temps qu’il fait, collection « Lettres du Cabardès », Cognac, 2003  (ISBN 2-86853-387-6)  (voir recension[15])
- Le papillon de Solutré, quatrains, avec des dessins de Claire Lesbros, Éditions phi, Collection graphiti, (Luxembourg) / Écrits des Forges, (Québec), 2003  (ISBN 2-87962-178-X)
- Le monde immodérément, en collaboration avec Valérie Rouzeau, Éditions nuit myrtide - série escales des lettres, Lille, 2004  (ISBN 2-91319-232-7)
- Le Murmure du monde, fragments, Éditions Le Castor astral, 2006, (Prix Servais 2007)  (ISBN 2-85920-653-1) (recensions[16])
- Ici c’est comme nulle part, mise en page et graphismes de Marilena Preda Sanc, Éditions bibliophiles Transignum, Paris, 2007
- Petits travaux dans la maison, proses, avec des dessins de Vincent Crépin, Éditions phi, Coll. graphiti, (Luxembourg), / Écrits des Forges, (Québec), 2008  (ISBN 978-2-87962-254-5)
- Pourquoi le merle de Breughel n’est peut-être qu’un corbeau, proses, Éditions Estuaires, (Luxembourg), 2008  (ISBN 978-2-9599704-4-3)
- La robe de nudité, Éditions des Vanneaux, Collection Amorosa, 2008  (ISBN 978-2-916071-39-8) (voir recension[17])
- L'envers de tous les endroits, avec des dessins de Jean-Marie Biwer, Éditions phi, Collection graphiti, 2010,  (ISBN 978-2-87962-281-1) (voir recensions[18],[19])
- La trame des jours, (Le Murmure du monde / 2), fragments, Éditions des Vanneaux, 2010,  (ISBN 978-2-916071619)
- Lettre à Chen Fou et autres proseries, Éditions L’Escampette, 2011,  (ISBN 978-2356080349) (voir recension[20])
- La pivoine de Cervantès et autres proseries, Éditions La part commune, 2011,  (ISBN 978-2-84418-233-3) (recension[21])
- Les repentirs de Froberger, quatrains biographiques, avec des dessins de Nicolas Maldague, Éditions La part des anges, 2011,  (ISBN 978-2-91288-233-2) (recension[22])
- Piéton sur la voie lactée, petites parleries au fil des jours, neuvains, avec des dessins d'Anne Weyer, Éditions phi, coll. graphiti, 2012,  (ISBN 978-2-87964-195-9)
- Enculer la camarde, petites parleries au fil des jours 2, 99 neuvains, illustré par 12 photoworks de Lysiane Schlechter, Éditions phi, coll. graphiti, 2013,  (ISBN 978-2-87964-199-7) (recension[23]:)
- Le Fracas des nuages, (Le Murmure du monde / 3), fragments, Éditions Le Castor Astral, 2013,  (ISBN 978-2-85920-899-8) (recensions[24],[25],[26] /[27],[28])
- Je est un pronom sans conséquence, petites parleries au fil des jours 3, 99 neuvains, Éditions phi, coll. graphiti, 2014,  (ISBN 978-99959-37-00-3)
- Nichts kapiert, doch alles notiert, Lyrik & Prosa 1968-2014, éditions Guy Binsfeld, 2014,  (ISBN 978-2-87954-287-4) (recension[29],[30])
- Con de fée, poèmes, avec neuf sérigraphies de Robert Brandy, Redfoxpress, Irlande, 2015[31]
- La Théorie de l'univers, distiques décasyllabiques, éditions phi, coll. graphiti, 2015,  (ISBN 978-99959-37-10-2)[32]
- Inévitables bifurcations, (Le Murmure du monde / 4), fragments, éditions Les Doigts dans la prose, 2016,  (ISBN 978-2-9536083-9-7) (recensions[33],[34],[35])
- Milliards de manières de mourir, 99 neuvains, IVe série, éditions phi, coll. graphiti, 2016,  (ISBN 978-99959-37-28-7)
- Le Ressac du temps, (Le Murmure du monde / 5), éditions Les Vanneaux, 2016,  (ISBN 978-2-37129-100-3) (recension[36],[37])
- Monsieur Pinget saisit le râteau et traverse le potager, (Le Murmure du monde / 6), éditions phi, 2017,  (ISBN 978-99959-37-43-0) (recensions[38],[39] ,[40])
- Une mite sous la semelle du Titien, proseries, (Le Murmure du monde / 7), éditions Tinbad, 2018,  (ISBN 979-10-96415-12-0) (recensions[41],[42] /[43],[44],[45])
- Agonie Patagonie, 99 neuvains, Ve série, éditions phi, coll. graphiti, 2018,  (ISBN 978-99959-37-58-4) (recension[46])
- Les Parasols de Jaurès, proseries, (Le Murmure du monde / 8), avec toutes les pages du carnet manuscrit en fac-similé, éditions Guy Binsfeld, 2018,  (ISBN 978-99959-42-47-2)
- Je n'irai plus jamais à Feodossia, 198 proseries, (Le Murmure du monde / 9, éditions Tinbad, 2019,  (ISBN 979-10-96415-26-7)
- Mais le merle n'a aucun message, 99 neuvains, VIe série, avec 50 dessins de Lysiane Schlechter, éditions phi, 2020,  (ISBN 978-2-919791-43-9)
- Wendelin et les autres, 16 nouvelles illustrées par Lysiane Schlechter, éditions L'Herbe qui tremble, 2022,  (ISBN 978-2491462321)
- Danubiennement, 24 proseries, Le Murmure du monde / 10, éditions l'Arbre à paroles, 2022,  (ISBN 9782874067266)
- Le Murmure du monde, 40 ans d'écriture, anthologie personnelle de 650 pages, éditions phi, 2022,  (ISBN 978-2-919791-89-7)
- Perles de pacotille sur le chapelet du silence, neuvains, éditions Apic, collection Poèmes du Monde, préface Jean Portante, Alger, 2023,  (ISBN 9789931468974)
- Fragments du journal intime de Dieu, avec illustrations de Patricia Lippert et Pascale Behrens, éditions L'Herbe qui tremble, 2023
- Franz à la Fenice. histoires où la mort s'invite, Le Murmure du monde / 11, avec illustrations de Lysiane Schlechter, éditions de l'Herbe qui tremble, 2025 (ISSN 2649-1346)
- COMMENT, Brèves proses, Le Murmure du monde / 12, éditions phi, coll. graphiti, 2025,  (ISBN 978-2-919818-58-7)

## Livres traduits

### En anglais
- One Day I Will Write a Poem par Anne-Marie Reuter, Black Fountain Press, 2018, Luxembourg,  (ISBN 978-99959-998-1-0) (recension dans Luxembourg Times[47])

### En arménien
- Le papillon de Solutré, traduction Alexandre Toptchyan, éditions Lusabats, Erevan, 2008
- Petits travaux dans la maison, traduction Alexandre Toptchyan, éditions Lusabats, Erevan, 2010
- Honda rouge et cent pigeons, traduction Alexandre Toptchyan, éditions Lusabats, Erevan, 2011

### En italien
- A l’opposto di ogni posto (traduction de L’envers de tous les endroits), traduction et préface de Clemente Condello, bilingue, edizioni interlinea, Novara, 2013,  (ISBN 978-88-8212-911-8), 2013 - Prix en 2013: Premio alla Carriera, Festival Internazionale di Poesia Civile, Vercelli (Italia), Prix en 2015: Premio internazionale di Poesia NordSud, Fondazione Pescarabruzzo, Pescara, Italie

### En bulgare
- Piéton sur la voie lactée. Poèmes choisis, traduction Aksinia Mihailova, Foundation for Bulgarian Literature, Sofia, 2013,  (ISBN 978-954-677-082-0)

### En espagnol
- Peatón de la Vía Láctea, edición bilinguë, traducción Laura Salguero Esteban / Margarita Ossorio Menéndez, Huerga & Fierro editores, 2019, Madrid,  (ISBN 978-84949692-5-6)
- Antología, traducción Dany Hurpin, Frédéric-Yves Jeannet, Nayeli Sánchez, edición La Cartonera, Cuernavaca, México, 2020
- Joder a la Parca, edición bilinguë, edición bilinguë, edición bilinguë, traducción Laura Salguero Esteban / Margarita Ossorio Menéndez, Huerga & Fierro editores, 2024, Madrid,

### En bosniaque
- Pjesak na Mliječnom Putu / Piéton sur la Voie lactée, traduction Aida Vanovac, éditions buybook, Sarajevo / Zagreb, 2019,  (ISBN 9789958304330)

## Textes épars traduits

### En russe
- poèmes de Das grosse Rasenstück dans l'anthologie Poézija Ljuksemburga, Moskva, Raduga, 1988

### En polonais
- Deux neuvains, traduits en polonais par Urszula Koziol, dans Obra 2/2013, revue de littérature, Wroclaw, Pologne

### En italien
- Il seminatore di parole, (Le semeur de paroles, nouvelle traduite par Stefania Ricciardi), dans Le parole dei luoghi, anthologie des auteurs nommés au Premio Stellato, Marli, Salerno, Italie, 2006

### En arménien
- Deux neuvains, anthologie "In the Beginning Was the Word", First International Poetry Festival, Armenia, 2013

### En slovène
- Cinq poèmes, traduits par Primož Vitez, anthologie slovène d'auteurs luxembourgeois Hällewull, Društvo slovenskih pisateljev, Ljubljana, 2014,  (ISBN 978-961-6547-81-9)

### En bosniaque
- six neuvains, sur le site littéraire Eckermann, Web časopis za književnost, traduction Faiz Softić[48]

### En allemand
- Le silence inutile, extraits traduits en allemand par Georges Hausemer dans l'anthologie Völkerfrei (Klaus Wiegerling, Hg.), Édition Krautgarten, St. Vith, Belgique, 2007
- La promesse de Wenders et autres rédactions, cinq textes traduits par l’auteur, dans Park no 63, juillet 2009, Zeitschrift für neue Literatur, Berlin,
- Six neuvains, traduits par Bruno Karthäuser, dans Krautgarten no 61, novembre 2012
- sélection de 27 neuvains / Neunzeiler dans Nichts kapiert, doch alles notiert, traduction par l'auteur, éditions Binsfeld, 2014

## Œuvres mises en musique
- Les insectes, poème extrait de La muse démuselée (éditions phi, 1982) mis en musique par Claude Lenners[49], pour soprano, clarinette et guitare, création le 9 juin 1984, Tag der Zeitgebössischen Luxemburgischen Musik, Igel (Luxemburg) par l'Ensemble Sigma
- Un chant - Une prière, triptyque de trois neuvains extraits de Enculer la camarde (éditions phi, coll. graphiti, 2013) mis en musique par Albena Petrovic-Vratchanska[50], pour soprano et piano, création au CNL le 11 mars 2015, avec Marie-Reine Nimax (soprano) et Natalia Kovalzon (Piano)
- chanson: Je ne te vois plus, mis en musique et interprété par Serge Tonnar, avec Lisa Berg au violoncelle, dans le film Sweetheart Come[51] de Jacques Molitor, Red Lion Productions, 2013
- chanson: Pour chaque larme, mis en musique et interprété par Deborah et Chris Lehnen, dans le film Sweetheart Come de Jacques Molitor, Red Lion Productions, 2013

## Théâtre
- 1974 : Escurial de Michel de Ghelderode, (petit rôle), mise en scène Marc Olinger, production TOL Théâtre Ouvert Luxembourg
- 1981 : Le Quichote de Serge Ganzl, (rôles du moine et du saltimbanque), mise en scène Marc Olinger, production TOL Théâtre Ouvert Luxembourg
- 1981 : Das Konzert zum heiligen Ovide d'Antonio Buero Vallejo, (rôle du maître de musique), mise en scène Ed Maroldt, production Théâtre des Casemates, au Vieil Abattoir à Esch/Alzette
- 2007 : Der tintenschwarze Mond de Yasunari Kawabata et Ono no Komachi (interprète-récitant du texte de Les belles endormies de Kawabata), conception & mise en scène Steve Karier, chorégraphie & danse Yuko Kominani, création musicale Roby Steinmetzer, Théâtre des Casemates

## Filmographie
- 2013 : Sweetheart Come de Jacques Molitor
- 2013 : One of these days, court-métrage de Jérôme Weber
- 2015 : Ballhood, court-métrage de Daniel T. Di Vincenzo, Ken d'Antonio et Sven Emerich
- 2015 : Regarder le soleil en face de Vito Labalestra

## Productions radiophoniques
- Production de l'émission Lyrik in dieser Zeit, Süddeutscher Rundfunk (Stuttgart), sous la responsabilité de Karl Schwedhelm - portraits littéraires avec traductions de textes : Charles le Quintrec, Lucien Becker, Michel Butor, André Frénaud, 1966-1967
- Production à RTL d'une trentaine d'émissions musicales (sous la direction de Fernand Mathes) sur l'Amérique latine : musique traditionnelle / chanteurs, chanteuses / histoire du tango, 1980
- Production à RTL Neie Forum de plusieurs émissions sur la poésie classique chinoise, avec collaboration vocale de Danièle Gaspart, 1992
- Collaboration sur RTL à l'émission littéraire Frequenzen de Michel Raus, 1990-1993
- Éditoriaux littéraires sur RTL dans l'émission d'actualités de Fernand Mathes, début des années 1990
- Production à la Radio socio-culturelle 100,7 d'une centaine d'émissions Klassik aktuell et Musek aus de Joerhonnerten (sur la musique ancienne), 1993-2005
- Production de l'émission littéraire et philosophique Bicher aus de Joerhonnerten, radio socio-culturelle 100,7 - sur Erasme / Boèce / Bayle / Valla / Saint-Evremond / Marc Aurèle / Cyrano de Bergerac / Eckhart / Les Trois Imposteurs / Las Casas / abbé Grégoire / Diderot / Jefferson / Emerson / Paine / Thoreau / Celse / Qohelet / Lucrèce / Voltaire / Cicéron - 2006-2007

## Contributions sonores & audiovisuelles
- Voix d’écrivains, CD, Éditions accents graves, 2002 / 2004, Québec
- Poèmes en cavale, CD, lecture au Pannonica / Nantes, 14 juin 2006, édité par la Maison de la poésie de Nantes
- Poésie International 2007, CD, Spielboden, Dornbirn (Autriche), lecture publique, 29 avril 2007, éditeur Literatur Vorarlberg[52]
- Voix de la Méditerranée, CD, Festival de Poésie, anthologie des participants 1997-2007, Lodève (Héraut, Languedoc-Roussillon)
- 3 émissions sur France Culture, Du jour au lendemain d'Alain Veinstein :
  - 1994 pour Le silence inutile, éditions de la Table ronde
  - 2005 pour Angle mort, éditions de l'Escampette
  - 2013 pour Le fracas des nuages, éditions Le Castor astral (réécouter[53])
- lecture au Salon International de la Poésie, Centre culturel français, Cotonou, 2009[54]
- lecture en duo avec Carla Lucarelli à L'Inouï, en collaboration avec le groupe musical Luma Luma, novembre 2010[55]
- résidence littéraire Lettres nomades sur la péniche Ange-Gabriel, en compagnie d'Eddy L. Harris et Eric Pessan, juin 2011, production Escales des Lettres
- lecture à la Fête internationale du Livre de Béthune, octobre 2011, réalisation Escales des Lettres[56]
- entretien avec Gao Xingjian (Prix Nobel de littérature 2000) au Centre culturel Abbaye de Neumünster à Luxembourg, le 13 septembre 2012[57]
- lecture (nocturne) de poésie au Festival International de Poésie à Yaoundé, décembre 2012, réalisation Nora Attala[58]
- Six séances de lecture, réalisation Jeff Kieffer, mars 2014 - 1) celui qui[59], 2) écrire[60], 3) poèmes d'amour[61], 4) six neuvains[62], 5) quand[63], 6) sans titre[64]
- lecture au Teulère de Brest à Bordeaux, 17 avril 2014, réalisation Pauline Ségalat[65]